# 王海钧
王海钧（1965年1月9日—），原名王海军，男，河南洛阳人，中国围棋职业七段棋手。他1982年定为四段，1990年升为七段。获1985年全国迎春杯围棋赛冠军，2001年第3届中国棋圣战七段组亚军。曾担任围棋报报社副社长。
王海钧多年来在湖北省从事青少年围棋教学。2017年5月担任武昌区围棋协会会长。

## 家庭
其兄为围棋职业八段棋手王冠军。